# Head Not Found
A Head Not Found egy 1992-ben alapított norvég zenei kiadó, főként metálzenei kiadványokat jelentet meg, a Voices Music & Entertainment alkiadója.

## Zenekarok
- Arcturus
- Atrox
- Black Wreath
- Carpe Tenebrum
- Emperor
- Enslavement of Beauty
- Gehenna
- Merciless
- Nightmarish Visions
- Pazuzu
- Ragnarok
- The Kovenant
- Trelldom
- Troll
- Tormentor
- Twin Obscenity
- Ulver
- Valhall
- Windir